# Eropeplus canus
Eropeplus canus је врста глодара из породице мишева (Muridae).

## Распрострањење
Ареал врсте је ограничен на једну државу. Средишњи део индонежанског острва Сулавеси је једино познато природно станиште врсте.

## Станиште
Станиште врсте су шуме на надморској висини од 1.800 до 2.300 m.

## Угроженост
Ова врста се сматра рањивом у погледу угрожености врсте од изумирања.